# Gnathiphimedia fuchsi
Gnathiphimedia fuchsi is een vlokreeftensoort uit de familie van de Iphimediidae. De wetenschappelijke naam van de soort is voor het eerst geldig gepubliceerd in 1974 door Thurston.